# Raffaella Venerdì, Sabato e Domenica... E saranno famosi
Raffaella Venerdì, Sabato e Domenica... è stata una trasmissione televisiva di Rai Due condotta da Raffaella Carrà, andata in onda a partire dal 6 gennaio al 3 giugno 1990 e suddivisa in tre appuntamenti a settimana per un totale di 65 puntate: il venerdì sera alle ore 20:30 dal 12 gennaio la trasmissione va in onda con il sottotitolo "E... saranno famosi",
mentre il sabato dalle ore 12:00 alle 13:00 (dal 6 gennaio) e la domenica dalle ore 12:00 alle 17:00 (dal 7 gennaio) con il sottotitolo Ricomincio da due. Accanto alla conduttrice presenze fisse del programma furono i cantanti Sabrina Salerno e Scialpi, che oltre ad esibirsi in momenti musicali, partecipavano agli sketch ed ai giochi.

## Il programma del venerdì sera
Per il suo ritorno in Rai Raffaella Carrà propone sulla seconda rete una serie di tre programmi settimanali uniti dal titolo Raffaella Venerdì, Sabato e Domenica, suddivisi per tutto il weekend. Il programma del venerdì sera ha per sottotitolo "...E saranno famosi" e gli ingredienti dello show sono quelli del classico varietà con ospiti, giochi, musica, orchestra diretta da Danilo Vaona e i ballerini del telefilm Saranno Famosi. I cantanti Scialpi e Sabrina Salerno sono ospiti fissi del programma e si esibiscono, a fine puntata, con un balletto che ripercorre la storia e la musica del rock 'n' roll insieme a Raffaella. Gli spazi comici sono affidati invece alla Premiata Ditta. La sigla iniziale è Voglia di vivere. C'è spazio anche per l'informazione con un concorso di giovani giornalisti televisivi, i quali ogni settimana presentano un servizio di attualità e si contendono il titolo di "Inviato Speciale 1990". Al programma intervengono moltissimi ospiti italiani ed internazionali come Pippo Franco, Mireille Mathieu, i Pooh, Ciccio Ingrassia e Franco Franchi, gli Spandau Ballet, Nino Frassica, Nick Kamen, Massimo Ranieri, Marcella Bella e Maurizio Vandelli degli Equipe 84. Raffaella, per la sensibilità dimostrata nel suo spettacolo verso i problemi dell'informazione, riceve dalla città di Bologna un prestigioso premio giornalistico.

## I programmi del sabato e della domenica
Gli appuntamenti del sabato e della domenica sono accomunati dal sottotitolo "Ricomincio da due" e dalla collocazione nella fascia oraria di mezzogiorno. Il programma è un talk show con tanto di divani e contatto diretto con i telespettatori grazie al telefono e ai giochi. Raffaella punta tutto sulla diretta e sull'informazione, proponendosi in una veste nuova, meno show-girl e più giornalistica, pronta a dare spazio alla gente comune che abbia qualcosa di interessante da raccontare.

## Ascolti
Gli ascolti del programma sono più che buoni per quel che riguarda i giorni del sabato e della domenica con circa 3 milioni di telespettatori e il 25% di share, mentre il venerdì sera totalizza un ascolto medio di 3.700.000 spettatori, che, considerata la messa in onda in prima serata, non è un risultato molto soddisfacente, tanto da comportarne la definitiva cancellazione nella successiva stagione televisiva 1990-1991 (rimarrà invece la parte "Ricomincio da due").

## Cast tecnico
- Regia: Sergio Japino
- Autori: Carel, Carrà, Ciorciolini, D'Amico, D'Ottavi, Japino
- Scenografia: Mario Catalano
- Costumi: Silvana Pantani
- Coreografie: Sergio Japino, Stefano Forti
- Direttore della fotografia:Romano Falone
- Orchestra: Danilo Vaona
- Primo ballerino: Stefano Forti